# Supreme Commander
Supreme Commander ist ein Echtzeit-Strategiespiel, das von Chris Taylor und seinem Unternehmen Gas Powered Games entwickelt wurde. Es gilt als inoffizieller Nachfolger zu Taylors vorherigem Spiel Total Annihilation und wurde in Europa am 16. Februar sowie in Amerika am 20. Februar 2007 für Windows veröffentlicht. Eine Version für Xbox 360 erschien 2008. Der Spieler wird durch einen gigantischen Mech repräsentiert und errichtet mit diesem eine Basis. Durch Erreichen höherer Ränge im Technologiebaum des Spiels können danach immer fortgeschrittenere Einheiten produziert und der Gegner damit angegriffen werden.
Unter dem Multiplayer-Client „Forged Alliance Forever“ wird das Standalone-Addon Forged Alliance durch eine Online-Community und der Möglichkeit dieses durch Mods im begrenzten Umfang zu patchen weiterentwickelt und gespielt (Siehe Community-Mods).

## Spielprinzip
Die Grafikengine ist voll dreidimensional. Der Spieler kann so lange herauszoomen, bis die gesamte Karte auf seinen Bildschirm passt. Die zur Verfügung stehenden Befehle ändern sich dabei nicht.
Eine andere wichtige Funktion von Supreme Commander ist der automatische Transport von Bodentruppen. Die Benutzung von fliegenden Transportern wird für viele Spiele als beschwerlich beschrieben. Der Spieler von Supreme Commander kann daher Fährrouten einrichten. Die Lufttransporter mit einer solchen Route werden Truppen von einem bestimmten Punkt aufladen und sie über die Wegpunkte an ihren Zielpunkt bringen. Diese Route soll dabei leicht modifizierbar sein, damit der Spieler auf das sich ändernde Kampfgeschehen reagieren kann. Routen erlauben eine simple Möglichkeit, Truppen an die Front zu bringen, ohne dass die Einheitenproduktion aus der sicheren Heimatbasis verlegt werden muss. Dieses Konzept ändert einiges an der Dynamik von Fußtruppen in einem Echtzeitstrategiespiel. Pfade und Wegpunkte können jederzeit verändert werden.
Wenn mehrere Einheiten denselben Punkt angreifen sollen, wird dem Spieler die Möglichkeit des zeit-koordinierten Angriffs gegeben. Der Computer wird dann die schnelleren Einheiten abbremsen, so dass sie gemeinsam mit den langsamen Einheiten ihr Ziel erreichen.
Das Ressourcensystem entspricht dem von Total Annihilation. Es gibt Typen von Ressourcen, die in unbegrenzten Maße von entsprechenden Gebäuden produziert werden können. Energie kann überall erzeugt werden, während Masse hauptsächlich an dafür geeigneten Punkten abgebaut wird. Sie kann allerdings unter hohem Energieeinsatz auch synthetisch hergestellt werden. Ressourcen können auch aus Trümmerfeldern geborgen werden. Baumaßnahmen verbrauchen die Ressourcen, während sie erzeugt werden – damit wird ein dynamisches System erzeugt, in dem der Spieler die Balance zwischen Verbrauch und Erzeugung halten muss.
Ein Nachbarschafts-System erlaubt einigen Gebäuden Vorteile, wenn sie an bestimmte andere Gebäude angrenzen: Energieverbraucher haben gesenkten Bedarf, wenn sie an Energieerzeuger angrenzen, Energieerzeuger haben erhöhte Produktion, wenn sie an Energiespeicher angrenzen, und Fabriken haben gesenkten Energie- und Massebedarf, wenn sie an entsprechende Produzenten angrenzen. Der Spieler muss versuchen, diese Boni auszunutzen, ohne seine Basis zu weit auseinander zu bauen oder einfache Ziele für den Gegner zu bieten.

### Armored Command Unit
Das Zentrum einer jeden Streitmacht bei Supreme Commander ist die sogenannte Armored Command Unit (dt.: Gepanzerte Kommandoeinheit), kurz ACU. Sie ist ein extrem großer, humanoider Kampfroboter. Dieser kann nicht gebaut werden, sondern steht von Spielbeginn an zur Verfügung. Die ACU ist in der Lage, in geringem Maße Ressourcen zu generieren, darüber hinaus kann sie Gebäude bauen. Sie ist durchaus kampfstark und kann, besonders am Anfang eines Spieles, eine ernstzunehmende Kraft in einem Kampf darstellen. Darüber hinaus kann sie im Spielverlauf mit neuen Waffen und anderer Ausrüstung ausgestattet werden.
Wird die ACU zerstört, so hat der Besitzer sofort verloren (Alternative Siegbedingungen können vor dem Spiel festgelegt werden, z. B. „Vernichtung aller feindlichen Einheiten“). Des Weiteren explodiert die ACU bei Zerstörung mit einem Effekt, der einem Nuklearsprengkopf gleichkommt. Der Schaden dieser Explosion wurde jedoch aus spieltechnischen Gründen durch einen Patch stark verringert, so dass man nun nicht mehr durch Kamikazeangriffe den Gegenspieler zu einem Unentschieden zwingen kann.

### Größenverhältnis der Einheiten
In den meisten Strategiespielen werden die Einheitengrößen so gewählt, dass die Einheiten gut auf den Bildschirm passen. Dadurch wird eine minimale und maximale Einheiten- und Gebäudegröße zwingend, da das Spiel sonst nicht spielbar bleibt. Supreme Commander indessen erlaubt große Unterschiede in der Einheitengröße und bleibt dennoch spielbar – die Größenverhältnisse sind dabei so unterschiedlich, dass selbst nukleare Explosionen halbwegs realistisch dargestellt werden können.
Um dies zu erreichen, werden die Einheiten und Gebäude bei hohen Zoomstufen in 3D dargestellt, wie man das auch von anderen Strategiespielen kennt. Bei niedrigem Zoom jedoch werden die Einheiten und Gebäude als Symbole vereinfacht um die Übersicht zu bewahren. Die Symbole haben dabei eine Farbgebung, die die Zugehörigkeit zu einer Fraktion anzeigt und geben Auskunft über Einheitentyp und Techstufe.

### Ressourcen
In Supreme Commander gibt es zwei Ressourcentypen: Energie und Masse. Energie wird durch Kraftwerke gewonnen, die in verschiedenen Qualitätsstufen in unbegrenzter Menge gebaut werden können. Masse hingegen wird durch Masseextraktoren gewonnen, die nur auf bestimmten Feldern platziert werden können, die Massegewinnung auf diese Art und Weise ist also begrenzt. Die Extraktoren können in zwei Stufen verbessert werden, um mit steigendem Fortschritt mitzuhalten. Zusätzlich können noch Massekonverter in beliebiger Zahl gebaut werden, diese wandeln Energie im Masse um, verbrauchen jedoch im Gegenzug in hohem Maße Energie. Die gewonnenen Ressourcen werden direkt auf das Konto übertragen, es werden keine Transporter, Energieleitungen o. Ä. benötigt.
Das Besondere am Ressourcensystem ist aber, dass der Vorrat sozusagen zweigeteilt ist, und zwar einmal in den Ressourcenspeicher, wo bis zu einem bestimmten Limit (durch Gebäude erweiterbar) Ressourcen gespeichert werden und zum anderen die Rate, mit der diese Ressourcen pro Sekunde generiert werden.
Ebenso sind alle Kosten in Gesamtkosten und Kosten pro Sekunde eingeteilt.
Wird ein Bauauftrag gegeben, so werden die Kosten pro Sekunde von dem Einkommen pro Sekunde abgezogen. Solange das Einkommen ein positiver Wert ist, wird der Vorrat nicht angegriffen. Erst wenn die Kosten größer als das Einkommen sind, werden Ressourcen aus den Speichern genutzt. Dadurch können viele parallele Bauvorhaben gleichzeitig durchgeführt werden, ohne dass der Spieler den Überblick über seine Wirtschaft verliert.

### Ränge
Alle Einheiten und Gebäude gehören einem von vier Technologierängen an. Anfangs lassen sich nur kleine, recht schwache Rang-1-Einheiten herstellen, durch Upgrades und Einsatz von fortgeschrittenen Ingenieuren lassen sich jedoch Einheiten fortgeschrittener Ränge bauen. Der zweite Rang erweitert die Möglichkeiten des Spielers, vor allem was die Verteidigung betrifft, während der dritte und vierte Rang besonders offensive Möglichkeiten eröffnen. Der Sprung zu einem neuen Technologierang ist nicht vollständig für alle Einheiten und Gebäude gültig, vielmehr müssen sämtliche produzierenden Gebäude einzeln unter großem Kostenaufwand verbessert werden. Baut man ein neues Produktionsgebäude, so ist dieses immer von Anfang an auf Techstufe 1 und muss wieder manuell verbessert werden.
Dafür sind Einheiten höherer Stufe denen niedrigerer Stufe um ein Vielfaches überlegen. So kann ein Abwehrturm der Techstufe 2 Dutzende von Tech-1-Einheiten abwehren ohne nennenswert beschädigt zu werden.
Der vierte Rang besteht nur aus experimentellen Einheiten, welche allesamt besonders groß, besonders teuer und besonders mächtig sind. Jede Fraktion hat drei (bei der Erweiterung „Forged Alliance“ haben UEF, Aeon und Cybran 4 und Seraphim 3) einzigartige experimentelle Einheiten mit besonderen Fähigkeiten, die mit besonders starker Feuerkraft ausgerüstet und schwer zu zerstören sind. Keine dieser Einheiten lässt sich mit den feindlichen Tech-4-Einheiten vergleichen.

### Künstliche Intelligenz
Supreme Commander bietet eine besonders differenzierte KI. Es gibt die typischen Modi Einfach und Normal, aber vier Variationen für den schweren Gegner. Die Horden-KI wird den Spieler mit hunderten schwächeren Einheiten überfluten, die Tech-KI wird ihre Forschungen so schnell wie möglich vorantreiben und den Gegner mit fortgeschrittenen Einheiten angreifen, die Passive-KI wird die Verteidigung mehr gewichten und den Spieler hauptsächlich mit Lang- und Mittelstreckenwaffen angreifen, und die Balance-KI wird versuchen, eine Mitte zwischen diesen Extremen zu finden.
Die KI leidet dennoch unter den typischen Problemen des Computerspielers in Echtzeitstrategie-Spielen. Keine KI versteht die Platzierung von Gebäuden so gut einzusetzen wie ein menschlicher Spieler, wobei gerade dies ein wichtiges Element in Supreme Commander ist. Außerdem kann sich die KI schlecht an verschiedene Strategien anpassen. Beides kann der menschliche Spieler ausnutzen.
In der Erweiterung „Forged Alliance“ hingegen ist dies noch um einiges besser gelungen. Zwar haben die KIs noch immer Probleme, wenn auf einer Insel gefangen, ihre Bodeneinheiten loszuschicken, aber sie können nun zum Beispiel Lufttransporter einsetzen oder auch gezielt auf Flugeinheiten setzen. Zudem werden nun auch alle Waffen verwendet, wie zum Beispiel die Tech 3 Artillerie und schon frühzeitige Atombomben.

## Fraktionen

Logos der Fraktionen in Supreme Commander bzw. Forged Alliance:
links oben: UEF, rechts oben: Cybran, links unten: Aeon, rechts unten: Seraphim

Alle in Supreme Commander vertretenen Fraktionen, drei an der Zahl, sind Menschen, die im Ewigen Krieg um Freiheit und Frieden verwickelt sind.

### United Earth Federation
Die United Earth Federation (etwa Vereinigte Föderation der Erde) versucht, das alte „Erden-Imperium“ wiederzuvereinen. Sie bevorzugt großkalibrige Waffen, Panzer und gepanzerte Fahrzeuge. Sie ist die einzige Fraktion, welche die Armored Command Unit mit Kurzstreckennuklearwaffen ausstatten kann. Zudem setzen sie auf Langstreckenartillerien und auf den „Mavor“ (Langstreckenartillerie Prototyp).

### Aeon Erleuchtete
Die Aeon Erleuchteten sind eine semireligiöse Verbindung, die die fortgeschrittene Philosophie und Technik einer hochintelligenten, ausgestorbenen Alien-Rasse übernommen hat. Sie haben ein gemeinsames Bewusstsein entwickelt und sind zu dem Schluss gekommen, dass das Erden-Imperium aus den zwangsläufigen logistischen Problemen von großen, menschgesteuerten Organisationen zusammengebrochen ist, und dass ihre Form der Miteinander-Existenz der einzige Weg ist, um der Menschheit Frieden und Wohlstand zu garantieren. Sie sehen sich daher auf einer Mission, Frieden zu bringen, die sie mit Assimilierung und Gewalt lösen wollen.

### Nation der Cybrans
Die Cybran sind Computer-Symbionten, Menschen, deren Gehirn computerisiert und mit implantierbarer Technologie „verbessert“ wurden. Dies erlaubt ihnen, schneller zu denken, zu besseren Schlüssen zu gelangen, ein vielfach besseres Gedächtnisvermögen zu besitzen und einfacher kontrolliert zu werden. Sie kämpfen für die Befreiung aller Symbionts, die besonders von der United Earth Federation unterdrückt werden. Ihr Anführer und Erschaffer ist Dr. Gustaf Brackmann.

## Entwicklung
Die erste Ankündigung des Spiels wurde in der US-amerikanischen Zeitschrift PC Gamer im August 2005 veröffentlicht. Dort wurde es als ein inoffizieller Nachfolger zu Chris Taylor Echtzeit-Strategiespiel Total Annihilation von 1997 beschrieben. In einem Interview mit Gamespy äußerte Taylor seine Ansicht, dass die meisten modernen Strategiespiele eigentlich Taktikspiele seien, weil sie einfach einen zu kleinen Maßstab haben. Seine Intention sei daher, aus Supreme Commander ein auf Strategie fokussiertes Spiel zu machen, indem er einen großen Maßstab wählt.
Auf der Electronic Entertainment Expo 2006 stellte Chris Taylor einige Funktionen von Supreme Commander vor. Eine dieser Funktionen war die Unterstützung von Grafikkarten mit zwei Ausgängen, die es dem Spieler erlaubt, das Spielgeschehen auf zwei Monitoren zu betrachten. Ebenfalls gezeigt wurden fortgeschrittene Befehle für Einheiten, unter anderem zeit-koordinierte Angriffe und dynamische Verschiebung von Wegpunkten. Ursprünglich sollte Supreme Commander neue Grafikeffekte von DirectX 10 unterstützen, die es jedoch nicht ins fertige Spiel schafften. Das Spiel profitiert stark von mehreren Prozessoren oder Prozessorkernen.
Auch auf der San Diego's Comic-Con wurde das Spiel vorgestellt. Chris Taylor gab dort bekannt, dass man statt der Benutzung zweier Monitore auch die Darstellung auf einem Breitbildmonitor in der Mitte teilen könnte, um zwei virtuelle Bildschirme zu erhalten. Mit der Benutzung zweier Breitbildschirme ist es so möglich, vier virtuelle Bildschirme gleichzeitig zu benutzen.
Die Open-Beta-Phase wurde am 23. November 2006 gestartet, seit diesem Zeitpunkt konnte die Öffentlichkeit die Vorabversion des Spiels kostenlos testen. Am 18. Januar 2007 wurde bekannt gegeben, dass Supreme Commander finalen Status erreicht hat. Eine Demo-Version des fertigen Spiels wurde am 6. Februar 2007 veröffentlicht. Der Soundtrack für Supreme Commander wurde von Jeremy Soule komponiert.
Am 28. Juni 2007 wurde das Add-on Forged Alliance angekündigt, welches am 22. November 2007 veröffentlicht wurde. Es ist auch ohne das Hauptprogramm spielbar (Standalone - Erweiterung), beinhaltet eine neue Fraktion, 110 neue Einheiten und erzählt die Geschichte weiter.
Das letzte offizielle Update für Supreme Commander war am 13. Januar 2008 Patch 3280, welcher amBX Unterstützung einführte. 2009 erschien für Forged Alliance der letzte Beta Patch 3603, ohne diesen jemals zu finalisieren.
Im März 2010 erschien der Nachfolger Supreme Commander 2, welcher wiederum von Gas Powered Games entwickelt worden war. Die Veröffentlichung des Spieles übernahm der japanische Publisher Square Enix, der damit erstmals ein Spiel eines westlichen Entwicklungsstudios veröffentlichte.
Am 1. März 2012 wurde dann der Server der GPGnet-Lobby, der für das Online-Multiplayerspiel von Supreme Commander und Erweiterung notwendig ist, abgeschaltet. Jedoch wurden als Teilausgleich alle CD-Keys daraufhin bei Digital Distributor Steam für dessen Gold-Edition gültig geschaltet.
Eine von der Spiel-Community Forged Alliance Forever (FAF) ca. 2011 aufgebauter und finanzierter Sever hat seitdem die Rolle von GPGnet weitestgehend übernommen. Auch versuchte die FAF-Community den beendeten offiziellen Support nun mit inoffiziellen Patches selbst weiterzuführen. Die Entwicklung ist weiter aktiv (Stand März 2020) und hat aktuell die Patchversion 3711 erreicht.
Nach der Insolvenz und anschließenden Zerschlagung THQs gingen die Vermarktungsrechte an Supreme Commander und Forged Alliance nach einer Versteigerung am 15. April 2013 zusammen mit 150 anderen Titeln für insgesamt 4,9 Millionen US-Dollar an den schwedischen Publisher Nordic Games.

## Rezeption
Supreme Commander erhielt gute Kritiken, sein Metascore beträgt 86/100.
- E3 2006 – Game Critics Awards: Bestes Strategiespiel[14]

## Erweiterungen

### Supreme Commander: Forged Alliance
Supreme Commander: Forged Alliance ist eine allein lauffähige Erweiterung zu Supreme Commander, das heißt, sie kann ohne das Hauptspiel benutzt werden. Eine besonders gelobte Neuerung war die deutliche Verbesserung der Performance des Spiels.

#### Neue Fraktion: Seraphim
Als neue Fraktion kommen die Seraphim hinzu. Dabei handelt es sich um eine Spezies aus einer anderen Galaxie. In der Kampagne von Supreme Commander noch für ausgestorben gehalten, planen sie nun, die Menschheit zu vernichten, um Rache für die Vernichtung ihrer Bevölkerung durch Angehörige der Menschheit auf einer ihrer Kolonien zu üben. Jedoch werden sie von einem Glauben geleitet, welcher dem „Weg“ extrem ähnelt, dadurch können sie keine empfindungssamen Wesen Schaden zufügen. Deshalb werden die ACU´s von Kriegern geführt, die den Weg verlassen haben und so zu gefühllosen Killermaschinen wurden. Die Ankunft der Seraphim spaltet die Aeon Erleuchteten in zwei Gruppen: Eine, die den Seraphim gegenüber weiterhin loyal ist, und eine andere, die die Vernichtung der Menschen verhindern möchte.
Die Aeon Erleuchteten, die sich zur Menschheit bekennen, UEF und Cybrans bilden eine Allianz gegen den gemeinsamen Feind, die Forged Alliance. Diese Allianz wird geschmiedet aus Blut, Stahl und Hoffnung, sie ist die letzte Möglichkeit die Ausrottung der Menschheit durch die Seraphim abzuwenden.
Die Gebäude und Einheiten der Seraphim zeichnen sich durch ein ovales, asymmetrisches Design aus. Zudem besitzen sie meist mehr Lebenspunkte und sind entsprechend teurer. Die experimentellen Einheiten der Seraphim sind eine besonders schwere Raketenbasis, deren Nuklearraketen nur mit wenigstens zwei Raketenabwehrbasen abgewehrt werden können, außerdem ein gigantischer Bomber, der strategische Bomben abwirft, aber besonders langsam ist, sowie einen großen zweibeinigen Kampfroboter, der nach seiner Zerstörung ein für alle Parteien gefährliches Energiefeld hinterlässt, welches sich aber nach kurzer Zeit wieder auflöst.

#### Weitere Änderungen
Das Spiel wurde insgesamt beschleunigt. So wurden fortgeschrittenere Einheiten vergünstigt, insbesondere die Experimentellen Einheiten, die deutlich günstiger, aber auch abgeschwächt wurden. Durch die Tatsache, dass Masseextraktoren im ersten Technologielevel nun die effizientesten Massequellen sind, wurde zudem die Wichtigkeit der Kartenkontrolle deutlich erhöht.
Jede Fraktion erhielt zudem neue experimentelle Einheiten. Die UEF erhielten eine Satelliten-Kontrollbasis, die einen Abwehrsatelliten im Orbit stationiert, der nicht direkt bekämpft werden kann. Seinem Namen entsprechend ist er im Offensiveinsatz eher schwach. Die Cybrans erhielten einen weiteren mehrbeinigen Roboter, der neue Megalith, der stärker ist als der Monkeylord, und zudem Einheiten bis zur Stufe 3 produzieren kann. Die Aeon schließlich erhielten einen Ressourcengenerator, der dem Spieler eine fast unendliche Ressourcenproduktion zur Verfügung stellt.

### Supreme Commander: Experimentals
Supreme Commander: Experimentals war eine in der Entwicklung befindliche Erweiterung zu Supreme Commander, die ausschließlich weitere Experimentelle Einheiten zur Verfügung stellen sollte. Diese Erweiterung wurde nicht fertiggestellt. Stattdessen wurde Supreme Commander 2 entwickelt.

## Community-Mods
Um das Spiel entstand mehrere Modifikationen, darunter die Möglichkeit, neue Einheiten ins Spiel einzubauen.
Der Patch-Support von Supreme Commander und Forged Alliance wurde 2009 und der Online-client GPG-net 2012 durch THQ eingestellt.

### Forged Alliance Forever
Daher erwähnenswert ist der alternative Multiplayer-Client Forged Alliance Forever, der von Fans des Originalprogramms entwickelt und auch bis heute (Stand November 2022) aktualisiert wird und das Spiel mit inoffiziellen Patches verbessert.
Dieser bietet Mods, Maps Replays, ein Forum, einen Chat einen Coop-Modus für die Kampagne und vieles mehr. Im Hintergrund wird an einem Galactic-War-Modus gearbeitet, der aufgrund von Fehlern in der Vergangenheit entfernt wurde.
Forged Alliance Forever wechselte im Zeitraum vom 24. bis 26. September 2014 inklusive der Webseite und des Forums den Besitzer. Dieser Nachfolger des GPGnet-Clients erfreut sich noch heute großer Beliebtheit.

### LOUD Project
Das LOUD Project ist eine Erweiterung, beziehungsweise eine Neufassung des Codes aus dem Jahr 2011 und wird bis heute regelmäßig aktualisiert. Der Hauptfokus liegt auf der Verbesserung der Performance sowie der künstlichen Intelligenz, welche nun dynamisch eingestellt werden kann. Das Mod kann im lokalen Netz im Mehrspielermodus gespielt werden. Für Online-Partien ist dies über den Steam-Client möglich, welche den internen Matchmaking-Modus unterstützt. Während Forged Alliance Forever auf kurze massive Schlachten setzt, sind es bei LOUD eher lange, strategische Spiele.